# Hopfenpflücker
Hopfenpflücker (Originaltitel: Starci na chmelu) ist ein tschechoslowakischer Spielfilm in Form eines Musicals von Ladislav Rychman aus dem Jahr 1964 mit Vladimír Pucholt und Ivana Pavlová in den Hauptrollen. Das Komponistengespann (Jiří Bažant, Jiří Malásek und Vlastimil Hála) ist in Deutschland hauptsächlich durch die von 1970 bis 1978 in einer deutsch-tschechoslowakischen Koproduktion für das Kinderprogramm im Fernsehen geschaffene Serie Pan Tau bekannt geworden. Im deutschen Sprachraum kamen die Hopfenpflücker das erste Mal am 13. August 1965 in die Kinos der DDR.

## Inhalt
Zwei Klassen einer Prager Oberschule leisten im Sommer ihren Ernteeinsatz beim Hopfenpflücken. Offen und freundschaftlich, wenn auch mitunter etwas derb, ist das Verhältnis zwischen Jungen und Mädchen, die auf dem Gut gemeinsam ihrer Arbeit nachgehen und ihre Freizeit verbringen. Als Hanka eines Tages statt im Arbeitsanzug im hübschen Sommerkleid zum Essen erscheint, stellt ihr Hans, der sie gern für sich gewinnen möchte und als ungekrönter „König“ gilt, ein Bein. Der Außenseiter Filip greift ein. Ungewollt bringt Hans durch diesen kleinen Zwischenfall Hanka und Filip einander näher. 
Filip zieht aus der Gemeinschaftsunterkunft aus und richtet sich auf einem Dachboden mit „entliehenen“ Sachen ein behagliches Heim ein, wo er ungestört seinen Gedanken nachhängen kann. Auch sein größter Wunsch, Hanka möge zu ihm ziehen, geht in Erfüllung. Zwar sind beide bereit, wieder in die Gemeinschaft zurückzukehren, aber es ist zu spät. Hans hat das Versteck verraten; Filip sowie Hanka, die sich freiwillig hinter ihn stellt, werden von der Schule verwiesen.

## Produktionsnotizen
Die Darsteller der jungen Menschen waren – abgesehen vom Hauptdarsteller – durchweg filmunerfahrene Tanz- und Musikstudenten. Die Innenaufnahmen erfolgten in den Barrandov Studios von Prag.

## Kritik
„Ein in Form eines Musicals inszenierter Film von bemerkenswertem inszenatorischen Format.“

„Ein kraftvoll und überzeugend inszeniertes tschechoslowakisches Musical, frisch und natürlich gespielt und mit vielen folkloristischen und aus nationaler Wesensart zu deutenden Elementen durchsetzt. Jugendlichen und Erwachsenen gleichermaßen herzlich zu empfehlen.“